# Krossade glasets gåta
Krossade glasets gåta (engelska originaltitel: Alfred Hitchock and the Three Investigators in The Mystery of Smashing Glass) är en bok skriven av Robert Arthur 1964 och utgiven på svenska 1985 av B. Wahlströms bokförlag, översatts av Catharina Löwenhielm med omslag illustrerat av Robert Adragna. Boken ingår i ungdomsbokserien Tre deckare

## Handling
Jupiter, Bob och Peter är tre deckare som löser brottsfall. Den här gången handlar det om att rutor blir krossade.